# إيتان كابل
إيتان كابل (بالعبرية: איתן כבל‏) (بالعبرية: אֵיתָן כָּבֶּל؛ ولد في 23 أغسطس 1959) سياسي إسرائيلي وعضو الكنيست عن حزب العمل الإسرائيلي.